# Chapelle Saint-Antoine de La Sarraz
Pour les articles homonymes, voir Chapelle Saint-Antoine et Saint-Antoine.
La chapelle Saint-Antoine, dite du Jaquemart, est aujourd'hui un temple protestant situé sur le territoire de la commune vaudoise de La Sarraz, en Suisse.

## Histoire
La chapelle, dédiée à Saint Antoine, fondée par François Ier de La Sarraz, est construite par son fils Aymon III entre 1360 et 1372 comme première chapelle urbaine, avant la construction, par la ville, de la chapelle Notre-Dame contiguë, qui n'est attestée qu'en 1416. Ces édifices étaient alors encore situés à l'extérieur des murs de la ville. La chapelle Saint-Antoine est devenue plus tardivement édifice funéraire des seigneurs de La Sarraz, remplaçant alors comme nécropole de cette famille l'église des Prémontrés de l'Abbaye du lac de Joux. Les voûtes à croisées d'ogives retombant sur simple culot datent de 1501-1502 et comportent les armoiries des constructeurs, Barthélemy de La Sarraz et son épouse Huguette de Saint-Triviers.
À la fin du XIVe siècle, la chapelle se voit ajouter un cénotaphe de François 1er de La Sarra. En 1897, Marie de Gingins-La Sarra fait don de l'édifice à la commune de La Sarraz qui en est, aujourd'hui encore, propriétaire. Entre 1987 et 1997, le bâtiment a fait l'objet d'importants travaux de restauration divisés en trois phases : les études et rapports de 1987 à 1991, les travaux extérieurs en 1995, puis enfin les travaux intérieurs l'année suivante ; le 6 septembre 1997, le bâtiment rénové était inauguré.
Le temple est inscrit comme bien culturel suisse d'importance nationale.